# Blahsee
Der Blahsee ist ein Kleingewässer in der Nähe des Chiemsees und der Eggstätt-Hemhofer Seenplatte. Der See ist als Naturdenkmal ausgezeichnet. Der Ablauf erfolgt über einen Bach zum Chiemsee, der aufgrund des die Gemeinde Rimsting durchlaufenen Teils Aiterbach vermutlich ebenso benannt wurde.